# Маклейн, Саундерс
Са́ундерс (Со́ндерс) Макле́йн (англ. (Leslie) Saunders Mac Lane; 4 августа 1909, Тафтвилл, Коннектикут, США — 14 апреля 2005, Сан-Франциско, Калифорния, США) — американский математик и педагог, создатель (совместно с Самуэлем Эйленбергом) теории категорий. Эмерит-профессор Чикагского университета (с 1982, преподавал с 1947), член НАН США и Американского философского общества (обоих — с 1949). Удостоен Национальной научной медали (1989).

## Биография
Окончил Йельский (бакалавр, 1930) и Чикагский (магистр, 1931) университеты. Во время учёбы больше интересовался физикой, чем математикой; первая научная работа, написанная в соавторстве с Ирвингом Ленгмюром, также посвящена физике.
С 1931 года продолжил обучение в Гёттингенском университете, где читали лекции Эми Нётер, Герман Вейль и Пауль Бернайс, под руководством двух последних защитил в 1934 году диссертацию по математической логике. С приходом в Германии к власти нацистов вернулся в США, где работал в Гарвардском и Корнеллском (с сер. 1930-х и в 1940-х), Чикагском университетах (с 1947 по 1982, затем эмерит).
В 1944—1945 годах он возглавлял группу прикладной математики (applied mathematics group) Колумбийского университета, которая занималась военными разработками.
С 1973 по 1977 год вице-президент НАН США (член с 1949, входил в её совет в 1959—1962 и 1969—1972 гг.). Являлся президентом Американского математического общества (1973—1974, вице-президент в 1946—1948) и Математической ассоциации Америки (1951—1952), вице-президентом Американского философского общества (1968—1971), членом Национального научного совета (1974—1980). С 1954 по 1958 член исполкома Международного математического союза. Член Американской академии искусств и наук (входил в её совет в 1981—1985 гг.) и членкор Гейдельбергской академии наук (1976).
Активно занимался педагогической деятельностью. Многие его учебники стали классическими, в частности A Survey of Modern Algebra (совместно с Гарретом Биркгофом).
После диссертации по логике Маклейн занимается в основном общей алгеброй — теорией полей, кольцами нормирования, сепарабельными расширениями в трансцендентном случае и расширениями групп. В 1943 году начиналось его сотрудничество с Самуэлем Эйленбергом, вначале в топологии, где они ввели пространства Эйленберга — Маклейна {\displaystyle K(G,n)}, имеющие единственную нетривиальную группу гомотопий {\displaystyle G} в размерности {\displaystyle n}. В дальнейшем они сотрудничали в области гомологической алгебры. Особенно важный совместный вклад — создание теории категорий, которая стала новым языком математики — незаменимым в алгебре и особенно топологии.

## Награды и отличия
- Chauvenet Prize[англ.] (1941)
- Стипендия Гуггенхайма (1947/48, 1972/73)
- Distinguished Service Award, Математическая ассоциация Америки (1975)
- Премия Уильяма Проктера за научные достижения (1979)
- Премия Гумбольдта (1982/83)
- Премия Стила (1986)
- Национальная научная медаль США (1989)

## Книги на русском языке
- Маклейн С. Гомология. — М.: Мир, 1966.
- Маклейн С. Категории для работающего математика = Categories for the working mathematician / Пер. с англ. под ред. В. А. Артамонова.. — М.: Физматлит, 2004. — 352 с. — ISBN 5-9221-0400-4.